# Soda Springs (Nevada County, Kalifornien)
Soda Springs (früher Summit Valley, Soda Springs Station, Hopkins, Hopkins Springs und Tinkers Station) ist eine Unincorporated Community und ein Census-designated place (CDP) im Nevada County des Bundesstaats Kalifornien in den Vereinigten Staaten.
Das U.S. Census Bureau hat bei der Volkszählung 2020 eine Einwohnerzahl von 94 ermittelt.
Soda Springs liegt knapp fünf Kilometer westlich des Donner Passes. Das Soda Springs Ski Resort liegt am U.S. Highway 80 beim Donner Summit.

## Geschichte
In den 1880er Jahren erbauten Mark Hopkins und Leland Stanford im heutigen Soda Springs ein Resort.
Das Summit Valley Postamt wurde 1870 eröffnet. 1875 wurde es in Soda Springs umbenannt, 1881 geschlossen und 1929 wiedereröffnet. Das Hopkins Postamt war von 1885 bis 1886 in Betrieb; Berichten zufolge wurde es auch Hopkins Springs genannt.
Die Bahnhaltestelle der Central Pacific Railroad hieß von 1867 bis 1873 „Tinkers Station“ zum Gedenken an J.A. Tinker. Tinker war ein trinkfester Fuhrmann, der Fracht zwischen den Minen auf Forest Hill Divide und Soda Springs transportierte.

## Klima
Soda Springs hat ein Kontinentalklima, das durch warme, trockene Sommer und kalte, extrem schneereiche Winter gekennzeichnet ist (Köppen-Geiger-Klimaklassifizierung Dsb). Die Schneehöhe übersteigt im März zwei Meter. Soda Springs gilt als der schneereichste Ort im Bundesstaat Kalifornien.